# Poniemuń (rejon pojeski)
Poniemuń (lit. Panemunė, niem. Brückenkopf) – miasto na Litwie, położone w okręgu tauroskim, 8 km od Pojeg w rejonie pojeskim. Jest to obecnie najmniejsze miasto litewskie, na początku 2012 roku liczyło tylko 296 mieszkańców.
Znajduje się około 80 km na zachód od innej miejscowości o tej samej nazwie z zamkiem Giełgudów.
Prawa miejskie 12 grudnia 1836. Kiedyś było to przedmieście Tylży, jednak w 1920 roku rozdzieliła je granica Niemiec z Okręgiem Kłajpedy.